# Pseudogrippina
Pseudogrippina is een monotypisch geslacht van tweekleppigen uit de  familie van de Cuspidariidae.

## Soort
- Pseudogrippina wanganellica B.A. Marshall, 2002